# Entychides arizonicus
Espèce
Synonymes
- Eutychides arizonicus Gertsch & Wallace, 1936

Entychides arizonicus est une espèce d'araignées mygalomorphes de la famille des Euctenizidae.

## Distribution
Cette espèce est endémique des États-Unis. Elle se rencontre en Arizona, au Nouveau-Mexique et au Texas.

## Étymologie
Son nom d'espèce lui a été donné en référence au lieu de sa découverte, l'Arizona.

## Publication originale
- Gertsch & Wallace, 1936 : Notes on new and rare American mygalomorph Spiders. American Museum novitates, no 884, p. 1-25 (texte intégral).